# Blauen (Jura)
Der Blauen (auch Blauen Berg) ist ein bewaldeter Bergrücken in der Nordwestschweiz und liegt in den Kantonen Basel-Landschaft und Solothurn.
Der Blauen verläuft in östlich-westlicher Richtung und erreicht eine Höhe von 837 m ü. M. Der Kamm seines westlichsten Teils bildet eine natürliche Grenze zwischen der Schweiz und Frankreich. Der Blauenkamm gehört zum Kettenjura und ist die Wasserscheide zwischen Birstal und Birsigtal.
Das Blauengebiet ist aus hellem Kalkstein und blaugrauem Ton aufgebaut, die in Schichten (Gesteinsbänken) abwechslungsweise übereinander liegen. Die Gesteine enthalten Versteinerungen von Meerestieren wie Muschelschalen, Schnecken, Ammoniten, Belemniten, Korallen, Seeigeln und vielen mehr. Wie die Versteinerungen beweisen, sind diese Gesteinsschichten Ablagerungen von verfestigtem Meeresschlamm des einstigen Jurameers. Der harte Kalkstein zerbröckelt durch die Verwitterung an der Oberfläche vorwiegend zu groben Brocken und bildet nur wenig feine Partikel, was schlechten Ackerboden ergibt. Daher ist der Blauen grösstenteils bewaldet.
Über den Blauengrat führt ein Wanderweg. Der Dreiländersteinweg erinnert an das Dreikantonseck  von Basel-Landschaft, Bern und Solothurn (vor 1994).
Den Namen Blauen tragen ebenfalls zwei Berge im nahen Schwarzwald, der Blauen bei Badenweiler und der Zeller Blauen.